# Escândalo de Amor (canção)
"Escândalo de Amor" é uma canção da dupla sertaneja Edson & Hudson. Foi lançada oficialmente no dia 31 de julho de 2015 como segundo single do álbum de mesmo nome. A produção ficou por conta de Luis Gustavo Garcia.

## Composição e conteúdo
"Escândalo De Amor", composta por Fátima Leão, Waléria Leão, Rodrigo Oliveira e Alex Toricelli, conta a história de um homem enlouquecido pela paixão, que passa por várias dificuldades ao decidir viver o grande amor de sua vida. A maioria delas, como podemos perceber na letra da canção, é culpa de um porteiro que o impede de ver sua amada. A canção faz um retorno ao passado e traz o que podemos chamar de clássico, bem ao estilo canção rancheira, que fez sucesso e se popularizou nas décadas de 70 e 80 nas vozes de mitos como, Milionário & José Rico, Chitãozinho & Xororó e João Mineiro & Marciano.

Produzida por Luis Gustavo Garcia, profissional que coleciona uma experiência ímpar dentro da música sertaneja, ‘Escândalo de Amor’ traz os arranjos primorosos do maestro Evêncio Rana Martinez, um dos mais importantes hitmakers da história, que emprestou seu talento para tocar piston ao estilo mariate. 
| “ | "Edson chegou com a concepção pronta, bem como Zé Rico trabalhava. Ele já sabia exatamente aquilo que queria. O que posso garantir é que o resultado final ficou maravilhoso" | ” |

Para que a canção tivesse realmente cara da dupla, Hudson colou os violões e alguns detalhes de guitarra distorcidos para uma mistura que traz, de forma muito sutil, o rock’n roll característico dos irmãos, ou seja, mesmo com uma levada retrô, possui traços modernos e sofisticados.

## Videoclipe
O videoclipe da música foi lançada pela Vevo no dia 18 de agosto de 2015.  O local da gravação foi o estúdio, onde Edson & Hudson tem permanecido nos últimos tempos para a preparação do vigésimo álbum da carreira, que foi lançado em outubro pela Universal Music, e o vídeo também mostra algumas cenas da dupla em um show ao vivo. A direção do vídeo clipe é de Rafael Carvalho ao lado de Manon Haddad. Produção de Felipe Nascimento e direção de fotografia é de Igor Peticov.

## Lista de faixas
| Download digital no iTunes |                     |         |  |
| N.º                        | Título              | Duração |  |
| 1.                         | "Escândalo de Amor" | 3:04    |  |

## Desempenho nas tabelas musicais
| Tabela musical (2015)                     | Melhor posição |
| ----------------------------------------- | -------------- |
| Brasil - Billboard Brasil Hot 100 Airplay | 30             |